# Вниз по дороге к кладбищу
«Вниз по дороге к кладбищу» (англ. Down Cemetery Road) — предстоящий британский телесериал, основанный на одноимённом романе Мика Херрона, адаптированный Морвенной Бэнкс и созданный компанией 60Forty Films для сервиса Apple TV+.

## Сюжет
Женщина нанимает следователя после взрыва и пропажи девочки в одну и ту же ночь в тихом пригороде Оксфорда.

## В ролях
- Рут Уилсон — Сара Такер
- Эмма Томпсон — Зои Бом
- Адиль Ахтар — Хамза
- Натан Стюарт-Джарретт — Дауни
- Том Гудман-Хилл — Джерард
- Даррен Бойд — Си
- Том Райли — Марк
- Адам Годли — Джо Сильверман
- Шинейд Мэтьюс — Дениз/«Вигвам»
- Кен Нвосу — Руфус
- Фехинти Балогун — Амос
- Аийша Харт — Пола
- Стивен Кри — Боб Поланд

## Производство
Проект, созданный лондонской компанией 60Forty Films, был анонсирован в апреле 2024 года. Режиссёром сериала стала Натали Бэйли, а исполнительным продюсером — Морвенна Бэнкс, адаптировавшая роман Мика Херрона. Среди других исполнительных продюсеров — Джейми Лоренсон, Хакан Коусетта и Том Нэш от компании 60Forty Films, а также Херрон и Эмма Томпсон.
Эмма Томпсон исполнит роль следователя Зои Боэм, а Рут Уилсон — Сары Такер. В августе 2024 года к актёрскому составу присоединились Адиль Ахтар, Натан Стюарт-Джарретт, Том Гудман-Хилл, Даррен Бойд, Том Райли, Адам Годли, Шинейд Мэтьюс, Кен Нвосу, Фехинти Балогун и Айиша Харт.
Съёмки начались в Бристоле в июне 2024 года, в том числе в кампусе Бристольского университета. Съёмки также проходили в Стрите, графство Сомерсет.